# Ballet de l'Opéra de Berlin
 (avril 2025).
La mise en forme du texte ne suit pas les recommandations de Wikipédia : il faut le « wikifier ».
Les points d'amélioration suivants sont les cas les plus fréquents :
- Les titres sont pré-formatés par le logiciel. Ils ne sont ni en capitales, ni en gras.
- Le texte ne doit pas être écrit en capitales (les noms de famille non plus), ni en gras, ni en italique, ni en « petit »…
- Le gras n'est utilisé que pour surligner le titre de l'article dans l'introduction, une seule fois.
- L'italique est rarement utilisé : mots en langue étrangère, titres d'œuvres, noms de bateaux, etc.
- Les citations ne sont pas en italique mais en corps de texte normal. Elles sont entourées par des guillemets français : « et ».
- Les listes à puces sont à éviter, des paragraphes rédigés étant largement préférés. Les tableaux sont à réserver à la présentation de données structurées (résultats, etc.).
- Les appels de note de bas de page (petits chiffres en exposant, introduits par l'outil «  Source ») sont à placer entre la fin de phrase et le point final[comme ça].
- Les liens internes (vers d'autres articles de Wikipédia) sont à choisir avec parcimonie. Créez des liens vers des articles approfondissant le sujet. Les termes génériques sans rapport avec le sujet sont à éviter, ainsi que les répétitions de liens vers un même terme.
- Les liens externes sont à placer uniquement dans une section « Liens externes », à la fin de l'article. Ces liens sont à choisir avec parcimonie suivant les règles définies. Si un lien sert de source à l'article, son insertion dans le texte est à faire par les notes de bas de page.
- La présentation des références doit suivre les conventions bibliographiques. Il est recommandé d'utiliser les modèles {{Ouvrage}}, {{Chapitre}}, {{Article}}, {{Lien web}} et/ou {{Bibliographie}}. Le mode d'édition visuel peut mettre en forme automatiquement les références.
- Insérer une infobox (cadre d'informations à droite) n'est pas obligatoire pour parachever la mise en page.

Pour une aide détaillée, merci de consulter Aide:Wikification.
Si vous pensez que ces points ont été résolus, vous pouvez retirer ce bandeau et améliorer la mise en forme d'un autre article.

Le Staatsballett Berlin est la principale compagnie de ballet classique de Berlin. Elle a été fondée en 2004 par la fusion des ensembles de la Staatsoper Unter den Linden, de la Deutsche Oper Berlin et de la Komische Oper Berlin. La compagnie compte environ 80 danseurs de 30 nationalités et se produit dans les trois grandes maisons d'opéra de la ville.

## Historique
En mars 2011, le siège de la compagnie a été transféré de la Staatsoper Unter den Linden à la Deutsche Oper Berlin. Les anciens ateliers de peinture et de façonnage y ont été réaménagés.
Le Staatsballett Berlin fait partie de la Stiftung Oper in Berlin, fondation créée par le Land de Berlin pour regrouper les opéras berlinois sous une structure commune.

## Origines historiques
La première compagnie de ballet à Berlin fut fondée en 1742 par Frédéric II de Prusse à l'Opéra royal de cour avec le chorégraphe Étienne Lauchery. Le ballet gagna son autonomie et, en 1794, une première représentation indépendante fut donnée. Berlin devint rapidement un centre important du ballet dans l’espace germanophone.
À la fin de la Première Guerre mondiale, la compagnie comptait 140 danseurs. Elle vit passer de grands noms comme Marie Taglioni, Paul Taglioni, Fanny Elssler, Isadora Duncan et Anna Pavlova.
À l’époque de la réunification allemande, le ballet de la Staatsoper comptait 74 danseurs ; en 1994, ils étaient 85, dont 51 furent intégrés au Staatsballett Berlin.

## Ballet à la Deutsche Oper Berlin
En 1956, Tatjana Gsovsky rejoint la Deutsche Oper Berlin, après avoir quitté la Staatsoper. Elle y développe un style original, mêlant classiques et œuvres contemporaines de Boris Blacher, Hans Werner Henze et Luigi Nono. Elle est suivie par Kenneth MacMillan (1966–1969) et Gert Reinholm (1962–1990), ce dernier nommé directeur en 1972.
La compagnie devient un symbole culturel de Berlin-Ouest, démocratique et internationale. Après Reinholm, la direction passe à Peter Schaufuss (1990), Ray Barra (1994), Richard Cragun (1996) et Sylviane Bayard (1999–2004).

## Ballet à la Komische Oper Berlin
Le ballet de la Komische Oper Berlin est fondé en 1966 par Tom Schilling sous le nom de Tanztheater der Komischen Oper. La troupe se distingue par un style moderne et des créations originales.
Parmi les danseurs importants : Hannelore Bey, Jutta Deutschland, Arila Siegert, Roland Gawlik, Jean Weidt (avec sa troupe Junger Tänzer). En 1999, la compagnie devient le BerlinBallett – Komische Oper sous la direction de Richard Wherlock, puis Blanca Li (2001–2002) et Adolphe Binder. En 2004, elle est dissoute avec la fondation du Staatsballett Berlin.

## Époque Vladimir Malakhov (2004–2014)
À sa création en 2004, le Staatsballett regroupe 91 danseurs. La fusion entraîne une réduction : 51 danseurs issus de la Staatsoper, 20 de la Deutsche Oper, et aucun de la Komische Oper. Vladimir Malakhov devient le premier directeur.

## Époque Nacho Duato (2014–2018)
Nacho Duato prend la direction artistique en 2014. Il impose un style personnel et programme également des œuvres de Jiří Kylián et Ohad Naharin.

## Sasha Waltz et Johannes Öhman (2018–2020)
En 2018, Johannes Öhman prend la direction, rejoint en 2019 par Sasha Waltz en co-intendance. De nombreux chorégraphes contemporains créent pour la compagnie : Alexander Ekman, Alexei Ratmansky, Emanuel Gat, Jefta van Dinther, Richard Siegal.

## Christiane Theobald (2020–2023)
En 2020, Christiane Theobald est nommée directrice intérimaire. Elle ouvre le répertoire à Pina Bausch, Mats Ek et de jeunes chorégraphes comme David Dawson. La médiation culturelle est intensifiée.

## Christian Spuck (depuis 2023)
En 2023, Christian Spuck devient directeur artistique. Il a dirigé le Ballet de Zurich (2012–2023), récompensé par la revue tanz. Il débute à Berlin avec une création : Bovary, inspirée du roman de Gustave Flaubert.

## Programme «Tanz ist KLASSE!»
Créé en 2007, le programme Tanz ist KLASSE! relie la compagnie au jeune public via des ateliers, formats numériques et projets scolaires. L'équipe de médiation compte sept personnes.

## Cercle des amis
Un cercle des amis a été fondé dès 2004 pour soutenir financièrement les projets et renforcer les partenariats culturels.